# Maja Åström
Maja Åström (* 14. Dezember 1982 in Avesta) ist eine schwedische Fußballspielerin.

## Leben
Ihre sportliche Karriere als Fußballtorwartin begann sie 2001 beim schwedischen Fußballverein Bälinge IF. Nach drei Jahren wechselte sie kurzzeitig für eine Saison 2005/2006 zum Verein Djurgården/Älvsjö und kehrte wiederum für eine Saison 2006/2007 zum Verein Bälinge IF zurück. In der Fußballsaison 2009–2010 spielte sie beim Verein AIK Fotboll Dam. 2011 wechselte sie zum Verein Tyresö FF.
2001 war sie kurzzeitig als Ersatztorwartin Mitglied der Schwedischen Fußballnationalmannschaft der Frauen. 2005 nahm sie am  UEFA Frauen Cup Finale mit ihrem Verein Djurgården teil, wo sie 1:3 Tore gegen Turbine Potsdam verloren.